# Zeta Crucis
Zeta Crucis (ζ Crucis / ζ Cru) è una stella appartenente alla costellazione della Croce del Sud. Di magnitudine apparente +4,04, fa parte dell'associazione stellare Centauro inferiore-Croce, un sottogruppo della più vasta associazione Scorpius-Centaurus, distante 360 anni luce circa dal sistema solare.

## Caratteristiche fisiche
Zeta Crucis è una giovane stella azzurra di sequenza principale di classe B2,5V. Con una età stimata di circa 20 milioni di anni, ha una massa 6,4 volte quella del Sole ed è circa 2000 volte più luminosa.
A 34 secondi d'arco di distanza da Zeta Crucis si trova una stella di magnitudine 12 che non pare però legata gravitazionalmente al sistema.